# جغرافیای شبه‌جزیره کره
شبه جزیره کره واقع در شرق آسیا منطقه‌ای با حدود ۲۱۰ هزار کیلومتر مربع است. این منطقه در سال ۱۹۵۰ به دو کشور کره جنوبی و کره شمالی تقسیم شد. در اینجا با جغرافیای سیاسی و محیطی شبه جزیره کره آشنا خوهیم شد.

## علل تقسیم شبه جزیره کره
برای اطلاع بیشتر در اینباره به جدایی دو کره بنگرید.
این منطقه به دلیل شرایط جنگ جهانی دوم و اختلافات روسیه و آمریکا از هم جدا شدند.

## جغرافیای محیطی
کره جنوبی
این کشور در شمال با کره شمالی مرز خاکی دارد و توسط دریای زرد در غرب دریای ژاپن در شرق و تنگه کره در جنوب احاطه شده است. این کشور به جز کره شمالی با هیچ کشور دیگری مرز خاکی ندارد.
کره شمالی
این کشور در جنوب با کره جنوبی در شمال با چین و در ناحیه شمال شرقی مرز کوچکی با روسیه دارد.
این کشور در شرق با دریای ژاپن و در غرب با خلیج کره و دریای زرد هم‌مرز است.

## اب و هوا
کره جنوبی این کشور عمدتاً در نواحی مرکز و شرق و شمال شرقی دارای اب و هوای کوهستانی می‌باشد.
در غرب و جنوب ین کشور رطوبت‌های اب‌های اطراف باعث شرجی شدن هوا می‌شود و در تابستان این نواحی کره جنوبی دارای گرمای مرطوب می‌شود اما در نواحی کوهستانی تابستان‌های ملایم و زمستان‌های سرد و کوهستانی در این نواحی فراگیر خواهد شد. جزیره ججو-دو در جنوب غربی کره جنوبی و تنگه کره بلندترین نقطه این کشور را برخوردار است. ارتفاع قله این جزیره به ۱۹۵۰ متر می‌رسد.
کره شمالی
کره شمالی اغلب در نواحی مرکز شرق و جنوب دارای اب و هوای کوهستانی است و به همین علت این کشور یک کشور کوهستانی تلقی می‌شود. کوه‌ها در اغلب مناطق کره شمالی به صورت کم و بیش وجود دارند. در نواحی کرانه غربی و سواحل خلیج کره جلگه‌هایی وجود دارند و این منطقه دارای اب و هوای شرجی و معتدل است. در کرانه غربی کره شمالی زمستان‌های معتدل و تابستان‌های گرم و مرطوب حکمفرماست.
در سایر نواحی کوهستانی کره شمالی تابستان‌های معتدل و زمستان‌های بسیار سرد فراگیر است.

## وسعت و مساحت
کره جنوبی
این کشور با ۹۸٬۴۸۴ هزار کیلومتر مربع صد و سومین کشور بزرگ جهان است و نسبت به همسایه شمالی خود یعنی کره شمالی کشوری کوچکتر محسوب می‌شود.
کره شمالی
این کشور با ۱۲۰٬۱۵۸ هزار کیلومتر مربع نود و سومین کشور بزرگ جهان است و نسبت به همسایه جنوبی خود کره جنوبی بزرگتر محسوب می‌شود و در مقایسه با دو همسایه دیگر خود یعنی چین و روسیه بسیار کوچک به حساب می‌آید.
روی هم رفته وسعت کلی شبه جزیره کره به بیش از ۲۱۰ هزار کیلومتر مربع می‌رسد.

## فرهنگ
فرهنگ و آداب دو کشور با یکدیگر تفاوتی ندارد هر چند این دو کشور دو کشور جدا و مستقل هستند اما در زبان فرهنگ و نژاد یکی هستند. گرچه سیاست‌های دولت کره شمالی اجازه برپایی این آداب را در کره نمی‌دهد اما بلعکس در کره جنوبی این آداب کره‌ای به‌خوبی حفظ شده است.
نژاد مردمی این دو کشور یکسان و زبان رسمی و رایج در این کشورها زبان کره‌ای است.
دین رایج در کشور کره جنوبی به شرح زیر است:
۱-بی‌دین
۲-بودایی
۳-کنفوسیوسی
۴-مسیحیت کاتولیک
۵- سایر ادیان
دین رایج در کشورکره شمالی به شرح زیر است:
۱-بودایی
۲-کنفوسیوس
۳-مسیحیت
۴-چئوندی
۵-بی‌دین
۶-سایر ادیان

## سیاست‌های دولتی و اقتصاد
کره جنوبی
کره جنوبی دومین رشد سریع اقتصاد در جهان را دارد و جز بیست اقتصاد برتر جهان و گروه بیست قرار دارد. پس از حمایت آمریکا از این کشور کره جنوبی به یکی از قدرت‌های اقتصادی جهان تبدیل شد و پیشرفت چشمگیری از نظر اقتصاد برای خود به ارمغان آورد.
پاک کوئن‌های اولین رئیس جمهور زن کره جنوبی در سال ۲۰۱۳ عهده دار ریاست جمهوری شد.
کره شمالی
اقتصاد کره شمالی یکی از بدترین اقتصادهای جهان را دارد و در مقایسه با کره جنوبی بسیار اوضاع اقتصادی وخیم تری دارد.
از قحطی بزرگ‌سال ۱۹۹۰ در کره شمالی هنوز پابرجاست و این کشور همواره با قحطی و کمبود مواد غذایی رو به رو است. اغلب تجارت این کشور با چین و روسیه و ایران است.
دولت کیم جونگ-اون یکی از سخت گیرانه‌ترین دولت‌های جهان است.
برای اطلاع بیشتر به کره شمالی بنگرید.

## جمعیت
جمعیت کره جنوبی معادل با ۵۵ میلیون نفر است و از نظر تراک جمعیت جز بیست کشور پرتراکم جهان است.
جمعیت کره شمالی معادل با ۲۴ میلیون نفر است و از نظر تراکم جمعیت و با توجه به وسعت خاکی خود نسبت به کره جنوبی از جمعیت کمی برخوردار است.